# Paraíso Tropical
Paraíso Tropical es una telenovela brasileña producida y emitida por TV Globo, entre el 5 de marzo de 2007 hasta el 28 de septiembre de 2007, de lunes a sábados en el horario de las 21:00hs. 
Escrita por Gilberto Braga y Ricardo Linhares, con la colaboración de Ângela Carneiro, João Ximenes Braga, Maria Helena Nascimento, Nelson Nadotti, Sérgio Marques y Marília García, dirigida por Amora Mautner, Roberto Vaz, Maria de Médicis y Cristiano Marques, con la dirección general de Dennis Carvalho y José Luiz Villamarim sobre núcleo de Dennis Carvalho. 
Protagonizada por Alessandra Negrini, interpretando a la protagonista y antagonista de la historia, y Fábio Assunção, con las participaciones antagónicas de Camila Pitanga, Wagner Moura, [[Vera Holtz]], [[Chico Díaz]], Bruno Gagliasso, Guilhermina Guinle y [[Juliana Didone]], cuenta con las actuaciones estelares de los primeros actores Tony Ramos y Glória Pires.
La trama fue nominada en los Premios Emmy Internacional en el año 2008 en la categoría de mejor telenovela.

## Sinopsis
Antenor Cavalcanti es un empresario poderoso, frío, hijo de un ex-presidiario estafador, Belisário, de quien quiere alejarse. Perdió a su único hijo, Marcelo, cuando este tenía diecisiete años. Ve en el hijo de su casero Nereu, el joven Daniel Bastos, al posible heredero de sus empresas. Casado con Ana Luísa, Antenor tiene una amante, la bella Fabiana, abogada del Grupo Cavalcanti. Él todavía tiene otras mujeres. Antenor decide expandir sus negocios. El ahora pretende también actuar en el ramo de resorts. El ambicioso Olavo, quiere luchar por el puesto de heredero de Antenor y conquistar tal posición a como dé lugar. Su principal obstáculo está en Daniel, hombre de excelente carácter, que, además de apuesto, es inteligente y competente. En un viaje a Bahía, para cerrar la compra de un bellísimo terreno a "beira-mar" para el primer resort del Grupo, Daniel conoce y se enamora de Paula Viana, gerente de un pequeño y hermoso mini-hotel. La pareja planeará ser feliz en algún mini-hotel de Nordeste, trabajando sin estresarse mucho, pero es que surge Olavo, dispuesto a cualquier cosa para no dejar que el poder en el Grupo Cavalcanti caiga a las manos del hijo de un empleado. Y, así, sus golpes llevarán a la separación de Daniel y Paula.
Paula es la hija de la madame Amélia. Esta dirige un burdel en el resort bahiano, en donde trabajan muchas chicas, como Bebel. Con un cierto desvío de carácter, pero siempre exuberante, ella se dice con mucha "catiguría". Llevada para "la calzada de Copacabana" por el proxeneta Jáder, Bebel conocerá el hombre de su vida, Olavo, y juntos  serán capaces de cualquier cosa.
Hasta la víspera de la muerte de Amélia, Paula creía ser su hija, pero descubre que su madre es otra. Ya separada de Daniel, Paula parte para Río de Janeiro en busca de sus raíces, más precisamente de Isidoro, el abuelo que desconocía tener. Ella todavía no lo sabe, pero tiene una hermana gemela idéntica; y ninguna sabe de la existencia de la otra. Antes de reencontrarse con su amada, Daniel se encuentra con Taís Grimaldi, idéntica de Paula. Oportunista y tan ambiciosa como Olavo, Taís vive en la periferia de la sociedad carioca, mendigando invitaciones y notas con su nombre en columnas sociales y aplicando golpes en la high society. Y será ella el principal problema de la propia hermana.
Ya los habitantes de Copacabana están, de alguna manera, ligados a la red hotelera de Antenor. Entre ellos, el casi "cuarentón" Cássio, un tipo muy carioca, siempre de bien con la vida, pero que nunca quiso una relación en serio con Luúcia, con quien tuvo un hijo en el pasado que el ni lo conocía, Mateo. Lucia es hija del anunciante Clemente y de la maestra Hermínia, sus mayores consejeros. Su personalidad fuerte y determinada, va a conquistar el frío corazón de Antenor, que se enamorará de verdad de ella.
Otra ilustre habitante de Copacabana es Marion Novaes, madre de Olavo e Iván, todo un malhechor. Promotora fútil, cínica, graciosa, "chic" y esnob, ambiciona hacer parte del glamoroso mundo de la alta sociedad carioca. Para llegar allá, encontró un atajo: producir eventos en los mejores hoteles de la ciudad. Marion procura las amistades necesarias para que las puertas se abran. Manipula de la manera que puede a las mujeres ricas y famosas, como la frágil Ana Luísa.
El Edificio Copamar agita el barrio. Es ahí donde vive la familia de Héctor Schneider. Su esposa, la frívola Neli, está loca por cambiar el Copamar por un apartamento en una dirección más noble, en un barrio como el Leblón, por ejemplo. Desprecia a Humberto, novio de su hija mayor, Joana, porque es "garzón", pero presiona mucho en el romance de la más joven, Camila, con Fred, un joven ejecutivo paulista que vino a trabajar en el Grupo Cavalcanti, más precisamente, en el lugar de Héctor.
Pero lo que agita el Copamar son las peleas entre Virgínia Batista e Iracema Brandao, la síndica moralista del edificio, que ella se enorgullece mucho de tener "verdadera moral". Con su espíritu de liderazgo y valores bastante convencionales, Iracema valorizó el edificio, conocido parcialmente como mal frecuentado. Virgínia es madrastra de Antenor, y a pesar de ya pasar de los 60, tiene el cuerpo en plena forma, siendo admirada por muchas mujeres de la sociedad. Nadie sabe por qué se odian. Las dos van a pelear a partir del momento en que Virgínia se va a vivir en el edificio.

## Elenco
- Alessandra Negrini - Paula Viana Grimaldi Bastos / Taís Grimaldi
- Wagner Moura - Olavo Novaes
- Fábio Assunção - Daniel Bastos
- Camila Pitanga - Bebel (Francisbel dos Santos)
- Tony Ramos - Antenor Cavalcanti
- Glória Pires - Lúcia Vilela Cavalcanti
- Vera Holtz - Marion Novaes
- Bruno Gagliasso - Ivan Corrêa
- Marcello Antony - Cássio Gouveia
- Fernanda Machado - Joana Veloso Schneider
- Reneé de Vielmond - Ana Luisa Cavalcanti
- Beth Goulart - Neli Veloso Schneider
- Hugo Carvana - Belisário Cavalcanti
- Yoná Magalhães - Virgínia
- Daisy Lúcidi - Iracema
- Guilhermina Guinle - Alice Sampaio
- Marco Ricca - Gustavo Martelli
- Isabela Garcia - Dinorá Brandão Martelli
- Chico Díaz - Jáder. Villano
- Rodrigo Veronese - Lucas Aboim
- Patrícia Werneck - Camila
- Paulo Vilhena - Fred
- Gustavo Leão - Mateus
- Juliana Didone - Fernanda
- Edwin Luisi - Lutero
- Otavio Müller - Vidal (Cupertino Vidal)
- Débora Duarte - Hermínia Vilela
- Reginaldo Faria - Clemente Vilela
- Daniel Dantas - Heitor Schneider
- Carlos Casagrande - Rodrigo Sampaio
- Sérgio Abreu - Tiago Batista
- Luli Muler - Gilda Batista
- Roberta Rodrigues - Eloísa
- Jonathan Haagensen - Cláudio Ferreira
- Roberto Maya - Xavier
- Marcelo Valle - Sérgio Otávio
- José Agusto Branco - Nereu
- Lidi Lisboa - Tati
- Yaçanã Martins - Otília
- Thais Garayp - Zoraide
- Ildi Silva - Yvone
- Maria Eduarda - Odete
- Patricia Naves - Sheyla
- Larissa Queiroz - Rita
- Raquel Parpnelli - Úrsula
- Nildo Parente - Pacífico
- Nívea Helen - Cristina
- Flávia Pyramo - Wilma
- Fábio Nascimento - Luciano
- Sandro Ximénez - Carlinhos (Carlos)
- Patricia Naves - Sheyla
- Marcos Otávio - William
- Mariana Crochemore - Sônia
- Fabrízio Teixeira - Juca
- Cleiton Echeveste - Adolfo
- Delma Silva - Margot
- Gustavo Genton - Samuel
- Giordano Becheleni - Geraldo
- Clara Serejo - Solange

### Niños
- Vítor Novello - Zé Luis
- Thávine Ferrari - Márcia Maria Brandão Martelli
- Dudu Cury - Júlio César Brandão Martelli
- Bruno Dias - Marquinhos (Marcos Aboim)

### Participaciones especiales
- Suzana Vieira - Amélia Viana
- Maria Fernanda Cândido - Fabiana Sampaio
- Othon Bastos - Isidoro Grimaldi
- Flávio Bauraqui - Evaldo Rocha
- Eduardo Galvão - Urbano Monteiro
- Juliana Didone - Fernanda Navarro
- Cristina Galvão - Mercedes Castro
- Deborah Secco - Betina
- Mariana Ximenes - Sônia Silva Weissman
- Ísis Valverde - Telma Linhares
- Sérgio Marone - Umberto Ataíde (João Pedro Fonseca)
- Maria Padilha - Marisa
- Dennis Carvalho - Senador Luís Fernando Cardoso
- Ed Oliveira - Cadelón / Valdir
- Paulo Betti - Lucena (Epaminondas Lucena)
- Ângela Vieira - Cleonice Lucena
- Marcelo Laham - Hugo Lucena
- Rosamaria Murtinho - Dolores (Dodô Charuto)
- Otávio Augusto - Osvaldo
- Carmem Verônica - Mary Montilla
- Dedina Bernardelli - Helena Cardoso
- Priscila Camargo - Dora Navarro
- Júlio Rocha - Wagner Alencar
- Hélio Ribeiro - Lauro Navarro
- Ernani Moraes - Delegado Hélio
- Daniela Galli - Diana Sampaio
- Karina Mello - Cibele
- Ludoval Campos - Raul
- Leonardo Netto - Sobral
- Mila Moreira - Márcia Mariu
- Oscar Magrini - Vanderley
- Lúcio Mauro - Veloso
- Leopoldo Pacheco - Dr. Solano
- Bruna di Túllio - Viviane
- Victor Fasano - David
- Rogéria - Carolina (Carol Stardust)
- André Gonçalves - Amir
- Guilherme Piva - Ismael
- Lauro Góes - Paulo
- Mateus Solano - Jaime / André
- Monique Lafond - Teresa
- Ada Chaseliov - Guiomar
- Joana Limaverde - Solange
- Paulo Hesse - Carlos Laranjeira
- Ângela Rebello - Elvira
- Caio Junqueira - Romeu Tavares
- Thelma Reston - Edith
- Gustavo Ottoni - Dr. Rodolfo Guedes
- Mário Hermeto - Ademar
- Ana Cecília - Valderez
- Ole Ordman - Rolf
- Rodrigo Penna - Mariano
- Jitman Vibranowski - Armândio
- Aline Fanjul - Priscila
- Luiz Serra - Pai do taxista procurado por Daniel
- Nelson Diniz - Delegado Silveira
- Jaime Leibovitch - Selton Souza (Souza)
- Expedito Barreira - Souto
- Walney Costa - Uchôa

### Dublés de Paula y Taís
- Lisa Fávero - Paula Viana Grimaldi Bastos / Taís Grimaldi
- Patrícia Rizzi - Paula Viana Grimaldi Bastos / Taís Grimaldi (doble de acción de las dos)

## Repercusión y audiencia
- La novela empezó con una audiencia muy baja para la época ya que obtuvo 41 puntos con picos de 43 en su primer capítulo, pero mucho más que el primer capítulo de su sucesora Duas caras que fue apenas de 40 puntos.

- En la primera semana de exhibición, la novela tuvo una media de 36 puntos, y el día 16 de marzo del 2007, alcanzó su peor desarrollo con tan sólo 31 puntos, la misma audiencia de El profeta que en el mismo día tenía dado 33.

- Tales números hicieron que Globo iniciara mucho antes de lo previsto una pesquisa de doñas-de-casa para avalar la telenovela.[1]

- El turismo sexual sería uno de los temas principales de la novela, pero al poco tiempo el tema desapareció de la historia ya que no era del agrado de los telespectadores.

- Globo relanzó la novela con el aparecimiento de Taís Grimaldi, la gran maléfica, y todavía un comercial sobre Taís, la hermana gemela de Paula, que era la gran apuesta para intentar salvar la novela (lo que fue cierto, pues Taís fue uno de los componentes más importantes que ayudaran a levantar el IBOPE de Paraíso Tropical). Se creía también que la baja audiencia se debía al fato de Bicho del Mato de la TV Rede Record que estaba en sus últimos capítulos ya que venía alcanzando 23 puntos de pico. Después de la tercera semana, con el encuentro de las hermanas Paula y Taís (Alessandra Negrini) el público empezó a interesarse por la trama y la audiencia volvió a ocupar alrededor de los 40 puntos. Luz del Sol no consiguió asegurar toda la audiencia del horario para Rede Record.

- A partir de mediados de mayo, la trama pasó de los 45 puntos, llegando hasta 49 puntos. En sus últimos 5 meses, la novela venía alcanzando una media de 45 puntos semanales, y llegó a 53 puntos de media con el ataque de Bebel (Camila Pitanga) y Betina (Deborah Secco) en contra de Olavo (Wagner Moura)

- El capítulo en que Taís roba el lugar de su hermana gemela Paula (Alessandra Negrini) rindió con 47 puntos de índice de audiencia en el Ibope.

- El capítulo exhibido en el día 01/08/2007, en que Daniel (Fábio Assunção) va hasta la clínica y se reencuentra con Paula (Alessandra Negrini), consiguió llegar a un índice de audiencia muy bueno ya que logró llegar a los 50 puntos de media y picos de hasta 55.

- El capítulo en que Taís (Alessandra Negrini) se muere, marcó apenas 46 puntos de índice de audiencia con picos de 48 y 70% de participación en la grande Sao Paulo. La audiencia fue inferior a la esperada, considerando que en este día sucedió la pelea de Iván (Bruno Gagliasso) y Olavo (Wagner Moura) y la muerte de la villana principal de la historia.

- Los principales sospechosos por la muerte de Taís (Alessandra Negrini) eran: Marion (Vera Holtz), Iván (Bruno Gagliasso), Antenor (Tony Ramos), Cláudio (Jonathan Haagensen), Ana Luísa (Renée de Vielmond), Eloisa (Roberta Rodrigues), Hermínia (Débora Duarte), Bebel (Camila Pitanga), Olavo (Wagner Moura), Lúcia (Glória Pires) y Belisário (Hugo Carvana). En el final se reveló al asesino que resultó Olavo, quien la mató porque ella lo había amenazado con contar que Iván era el hijo de Antenor a cambio de dinero, lo cual arruinaría por completo sus planes. Por eso decide matarla, drogándola y dejando abierto el gas de la cocina de Daniel para que muera asfixiada.

- El penúltimo capítulo llegó a cursar 58 puntos de pico y una media de 54 puntos.

- El país estuvo pendiente para ver el último capítulo de "Paraíso Tropical". Según los dados previos de Ibope Brasil, la trama alcanzó un pico de 62 puntos y una media de 56 puntos, superando a la audiencia de su antecesora (Páginas de la Vida) que apenas logró 53 puntos. El momento más grande e impactante de la historia fue la revelación de los crímenes de Olavo.

- Su promedio general fue de 43 puntos, considerado un promedio aceptable con relación al fracaso que fuera el promedio final de Páginas de la vida, poniendo en consideración que Paraíso Tropical recuperó la audiencia intelectual y popular del horario de las "ocho", logró tener aún más aceptación de la crítica y del público. Sin embargo su promedio general es uno de los grandes fracasos de la década en cuanto a los promedios generales de las novelas de ese horario.

- En el tiempo en que se quedó en el aire, fue el programa más visto de la televisión brasileña. En los últimos meses mantenía una audiencia excelente. Algunos dados del Ibope revelaron que si esta audiencia de los últimos meses hubiera sido tan buena al principio, el promedio general de la novela rondaría los 47 puntos, índice maravilloso para el horario. En este caso, los propios autores de la novela (Ricardo Linhares y Gilberto Braga) confesaron que erraron al principio de la historia, pues abusaron de las escenas de sexo y violencia, alejándose de los telespectadores. Ellos dijeron también, que erraron al poner a Lúcia, el personaje de Glória Pires, desde el capítulo 30, pues ella pasaría una imagen segura para el público. La aparición de Taís apenas desde el capítulo 35 también fue un error, dicen los autores. Revelaran estos detalles en numerosas entrevistas, incluso para el site de Rede Globo.

- En Portugal, en SIC la novela empezó el 16 de abril del 2007 y terminó en el día 9 de noviembre del 2007, quedándose en el 6º lugar de los programas más vistos del día, con 11.3% de rating y 34.2% de share. Consiguió buenos resultados, pero no tan buenos como los de Páginas de la vida.

- Fue emitido por canal 10 de la ciudad de córdoba argentina entre 2009 y 2010

- - (Rating de Amor à Vida: Media Momentánea, la novela aún no finaliza)

## Banda sonora
El tema de la entrada sería inicialmente "Sábado en Copacabana", cantado por Maria Bethânia especialmente para la novela, pero Globo, en cierto momento, llegó a pensar en tener como tema de la entrada, la música "Mira", en voz de Chico Buarque y Erasmo Carlos, en un ritmo de bosa nueva. A su final, el tema de entrada acabó siendo mismo "Sábado en Copacabana" y "Mira" se tornó el principal tema romántico de la producción, servido de fondo para la pareja de Paula y Daniel. 

### Nacional
1. Carvão - Ana Carolina (tema de Ana Luísa e Lucas)
2. Impossível acreditar que perdi você - Toni Platão (tema de Joana)
3. Ruas de outono - Gal Costa (tema de Lúcia)
4. Samba do Avião - Milton Nascimento (tema de locação - Copacabana)
5. Você Não Sabe Amar - Nana Caymmi (tema de Taís)
6. Você Vai Ver - Miúcha (tema de Dinorá e Gustavo)
7. Sábado em Copacabana - Maria Bethânia (tema de abertura)
8. Olha - Erasmo Carlos e Chico Buarque (tema de Paula e Daniel)
9. Cabide - Mart'nália (tema de Ivan)
10. Não Enche - Caetano Veloso (tema de Bebel)
11. Difícil - Marina Lima (Tema de Olavo e Bebel)
12. Espatodea - Nando Reis (tema de Fred e Camila)
13. Existe Um Céu - Simone (tema de Fabiana)
14. Preciso Dizer Que Te Amo - Cazuza e Bebel Gilberto (tema de Camila e Mateus)
15. É Com Esse Que Eu Vou - Elis Regina (tema de Virgínia)
16. Vatapá - Danilo Caymmi (tema de locação - Edíficio Copamar)
17. Alcázar - Roger Henri (tema de Daniel e Paula)

### Internacional
1. You Give Me Something - James Morrison (tema de Gustavo e Gilda)
2. Last Request - Paolo Nuttini (tema de Mateus e Fernanda)
3. P.D.A. We Just Don't Care - John Legend (tema de Ivan e Tatiana / tema de locação - Copacabana)
4. Have You Ever Seen the Rain? - Rod Stewart (tema de Dinorá e Gustavo)
5. Without You - Harry Nilsson(Tema de Daniel e Paula)
6. Me and Mrs. Jones - Michael Bublé (Tema de Camila e Mateus)
7. Since I Fell for You - Gladys Knight (tema de Heitor e Helena)
8. You Go To My Head - Michael Bolton (Tema de Lúcia e Cássio)
9. Summerwind - Madeleine Peyroux (Tema de Fred e Camila)
10. Mon manége à moi - Etienne Daho (tema de Olavo e Bebel)
11. Chaya Chaya - Nukleouz & DJ Seduction (Tema de Bebel)
12. The Thrill is Gone - B.B. King (Tema de Taís)
13. Breezin' - George Benson & Al Jarreau (Tema de Cássio)
14. The Man I Love - Caetano Veloso (tema de Cássio e Joana)
15. So Many Stars - Sérgio Mendes & Brasil '66 (tema geral)
16. Dream Dancing - Ella Fitzgerald (Tema de Antenor e Lúcia)
17. I'm Sorry - Brenda Lee (tema de Neli e Heitor)
18. Vida Mía - Nora Rocca (tema de Virgínia e Belisário)

### Escenografía
Dirección de arte
Mário Monteiro
Escenógrafos
Fábio Rangel, Mônica Aurenção, Alexandre Gomes e Fábio Gomes.
Escenógrafos asistentes
Daniel Cordeiro, Anne Marie, Renata Romano, Rosa Angélica, Luciana Massena, Paula Marques, Eduardo Pimentel, Marco Franco, Paula Salles e Ricardo Teixeira.
Producción de arte
Andréa Penafiel